# Bembidion plagiatum
Bembidion plagiatum är en skalbaggsart som beskrevs av Zimmermann. Bembidion plagiatum ingår i släktet Bembidion och familjen jordlöpare. Inga underarter finns listade i Catalogue of Life.